# 鶴藪白菜
鶴藪白菜（英語：Hok Tau Pak Choy，又名 Hedou Tiny），簡稱「鶴藪白」，俗稱「學斗白」，是香港本地農產品種，因源於粉嶺鶴藪村而得名。此品種的名字最早於1960年代出現，於1980年代後曾一度失傳而在香港市面消失，後於2004年起由漁農自然護理署發起計劃再次復育而得以保存。

## 特色

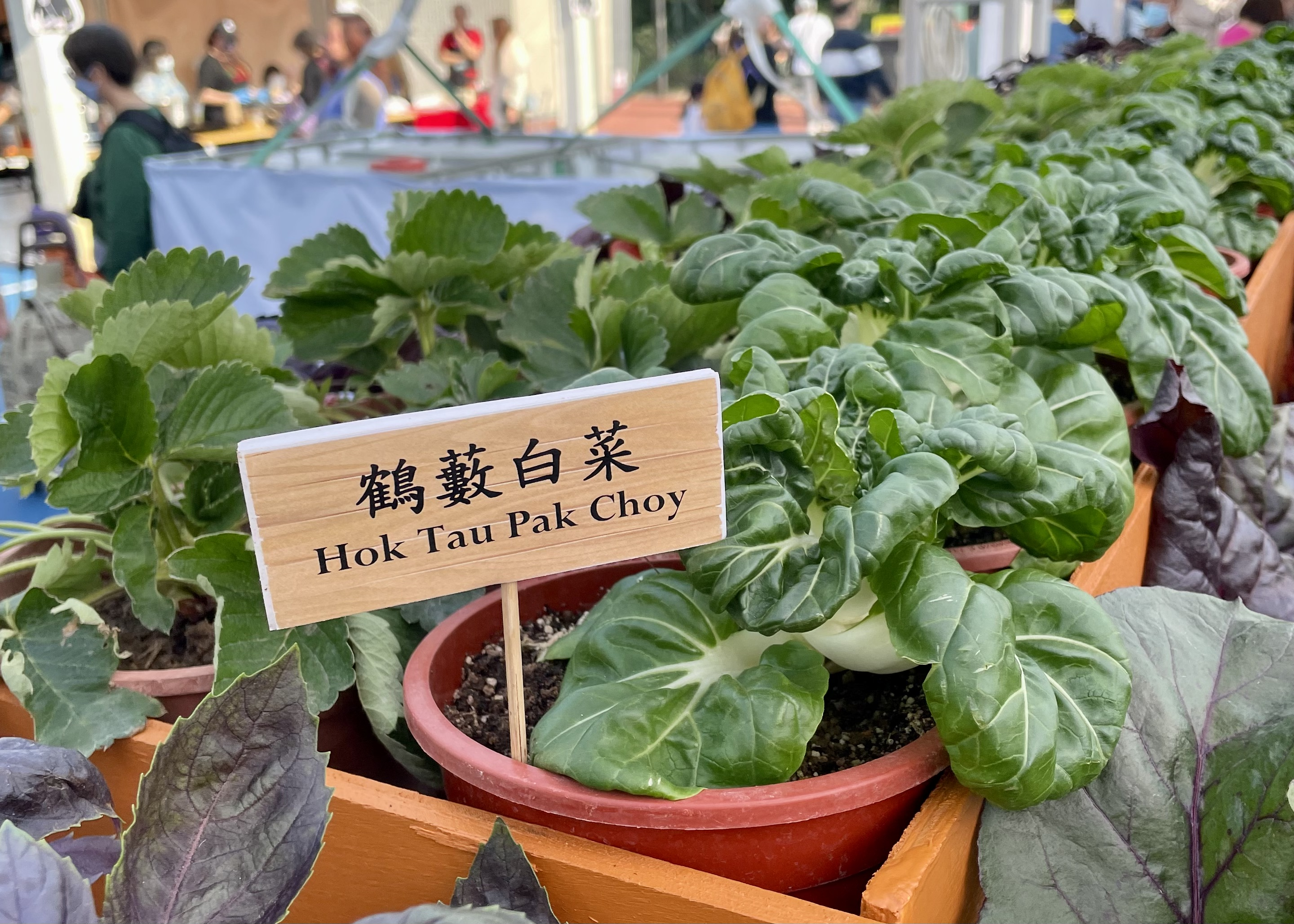
在本地漁農美食嘉年華展示的鶴藪白菜盆栽

鶴藪白菜屬矮腳白菜，菜梗短闊厚實，呈潔白色，形像匙羹；葉皺，呈墨綠色，葉脈則白色明顯易見。每植株可生長至湯碗大小，3至5棵便有約1斤重。鶴藪白菜纖維較少，烹煮後腍而甜，草青味少，適合煮湯。
鶴藪白菜在香港與一般白菜一樣，主要種植於秋冬季。生長速度快，約十天冒出新芽，十五天長出幼苗，四十天便可收成，而根據本地農夫經驗並不比一般白菜難種，惟蟲害如狗蚤仔較多。傳統的鶴藪白菜並非有機種植，相比近年香港提倡的有機種植方式，收成出來鶴藪白菜更加軟身，但有機種植的更有菜味。
有說法因為鶴藪村在打鼓嶺附近，三面環山，向北面是開闊的土地，在秋冬季受東北季候風影響下溫差較大，白菜消耗相對少的能量作呼吸，因而能積聚更多的糖份。

## 來源

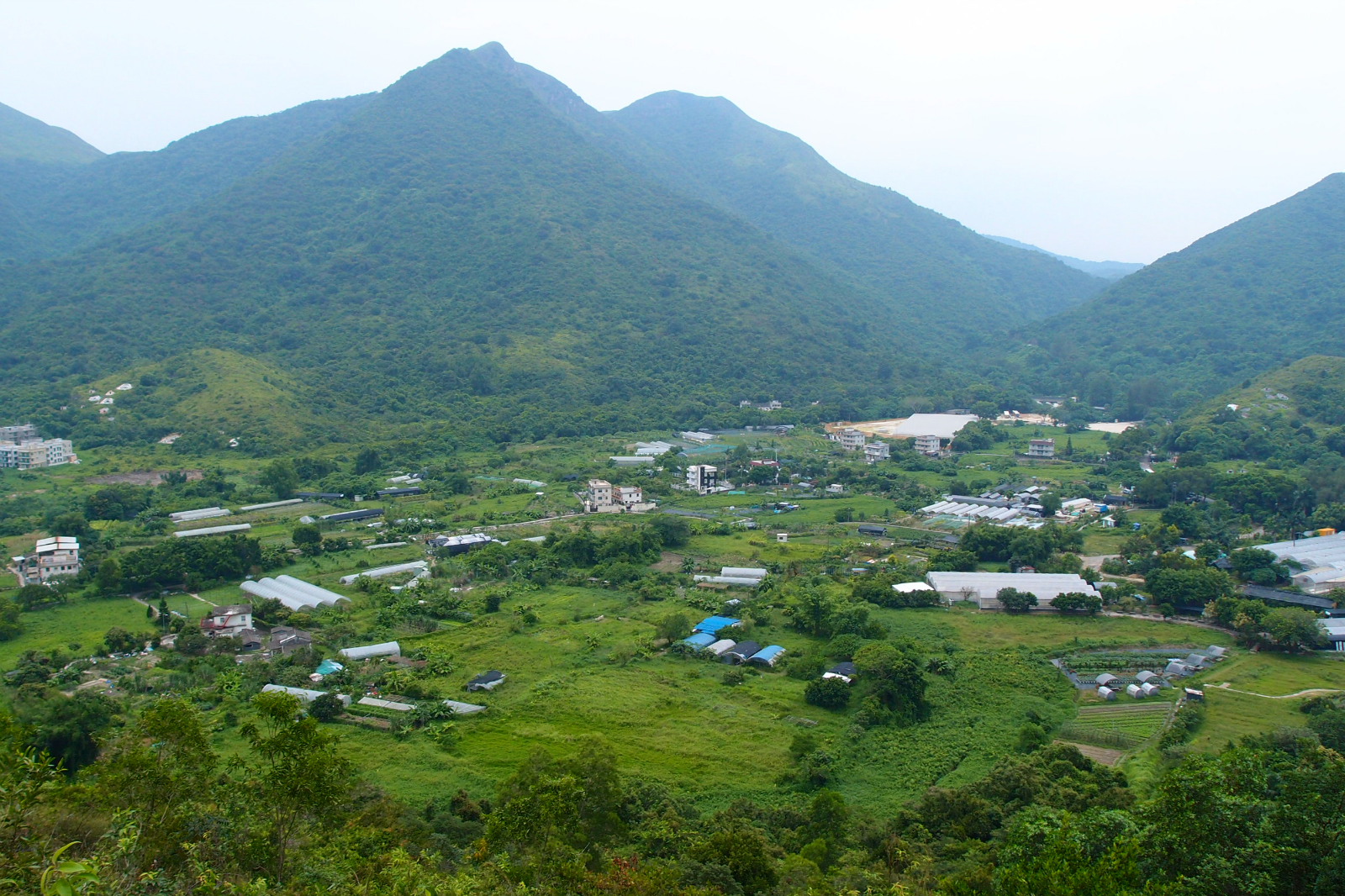
鶴藪白菜的原產地鶴藪村為環山地區

鶴藪白菜品種的來源一般有兩種說法：一是塌菜和「黑葉白菜」雜交，二是「江門白」和「匙羹白」雜交而成。
1960年代以前，香港農民普遍均以種植水稻為主。根據粉嶺鶴藪村民及後人憶述，當地農夫鄧觀友約在1961年開始在兩造水稻之間種植白菜，以增加收入，同時每年留種一直至1967-68年，終於成功培育出後來被認定為「鶴藪白菜」的品種。
在鄧觀友成功培育出新品種後，便開始大量種植，同時把種子分給同村農民，種子經他人手而流出村外，隨後種子商再將之流到中國及海外（品種在海外被稱為「Hedou Tiny」）。1970至80年代鶴藪白菜為全盛期，更被視為上乘食材，每斤價錢比其他葉菜貴上一倍，鶴藪村內多數的農戶都因而種植此品種。鶴藪白菜的需求高，作物尚未收成即會被餐廳酒樓訂下，用作熬製雞燉翅或元蹄的配料。香港本地菜販會親自到鶴藪村「搶購」，亦有行山人士會到村內親自購買新鮮的鶴藪白菜。

## 失傳和復育
鶴藪白菜的原育種人鄧觀友於1972年因肝癌去世，而他的妻子邱丁有於1982年因年紀大而不再務農。而在1980年代中期開始，香港因經濟轉型，香港農業整體慢慢北移並在本地式微，鶴藪內的村民逐漸棄耕，鶴藪白菜品種因此慢慢失傳。但幸於鄧觀友曾分享菜種給其他人，鶴藪白菜透過不同渠道流傳了下來而沒有完全絕種。但同時因為十字花科植物易於留種過程中與其他同科品種雜交易產生變異；另外亦因為品種流出至鶴藪以外的地區種植環境不同；加上與原種種植方式有異（如改為有機種植不用化學肥料等），及後被稱為「鶴藪白」、「學斗白」等的菜種外貌和味道已有所改變。
2004年，漁護署營運的大龍實驗農場和香港種子商會合作發起復育鶴藪白菜的計劃以保存本地名種農作物。2011年3月，漁護署、菜聯社、綠田園基金聯同育種專家謝天佑博士（同為香港種子商會主席）和其他民間團體商討進行「本地有機種子留種計劃」。到2012年，「鶴藪白復育計劃」開始實行，計劃在香港市面收集9種被標籤為「鶴藪白」的種子種植比對，然後再根據原育種人鄧氏家族的後人對鶴藪白菜特點的描述選出兩款最接近原種的植株，再進行留種。
計劃中各單位經試食評分，選出了由農友提供的4號自留種子和謝天佑博士提供的3號種子兩種「鶴藪白」，最後再選出3號菜種作「頭號種子」來培育和選種。直至留種的第5年所培育出的「鶴藪白」品種特性穩定和一致，才成功復育出曾經失傳的鶴藪白菜，漁護署亦隨之推廣本地各農戶種植。